# The Brandalls
The Brandalls war eine deutsche Rock-Band. Ihr Song Not the time to write a love song aus dem Album Frequently war Titelsong des WDR-Tatorts „Das Mädchen mit der Puppe“ vom 8. April 1996. Die Single Wonderfly aus dem Jahr 1998 war Titelsong der Schimanski-Folge „Rattennest“.

## Bandgeschichte
Gegründet wurde die Band Ende 1995 von Sänger und Gitarrist Markus Brendel und dem Bassisten Wolfgang Liedtke. Beide hatten bereits in der Band October zusammen gespielt, die u. a. 1991 den zweiten Platz in einem Nachwuchswettbewerb des SDR belegte.
Mit Beginn der Zusammenarbeit mit dem Komponist und Produzent Günther Illi nannten Brendel und Liedtke die Band dann The Brandalls, zu der Günther Illi als Gitarrist und Oliver Kauffmann als Schlagzeuger hinzustießen. In den folgenden Jahren spielten The Brandalls eine Vielzahl von Konzerten im In- und Ausland, so unter anderem auf dem Grushinsky Festival in Russland im Jahr 1996.
Songs der The Brandalls waren und sind in diversen Fernseh- und Kinoproduktionen zu hören. Neben den Singles Not the time to write a love song und Wonderfly war dies u. a. der Song Stranded im Kinofilm Auf Herz und Nieren aus dem Jahr 2001.
2019 wurde der Song „Wonderfly“ anlässlich des dritten Jahrestages des Todes von Götz George (19. Juni 2016) noch einmal veröffentlicht.

## Diskografie

### Alben
- 1997: Frequently (Deshima/BMG), Neuveröffentlichung 2019 (Illinoize/7music)
- 2002: Happiness is now (Eigenvertrieb), Neuveröffentlichung 2019 (Illinoize/7music)

### Singles
- 1996: Not the time to write a love song (Virgin)
- 1997: One tangerine (Deshima/BMG)
- 1997: Hope (Deshima/BMG)
- 1998: Wonderfly (EastWest)-
- 2019: Wonderfly (Edition Illinoise/7music)
- 2020: Not the time to write a lovesong (Illinoize/7music)